# Tres enseñanzas

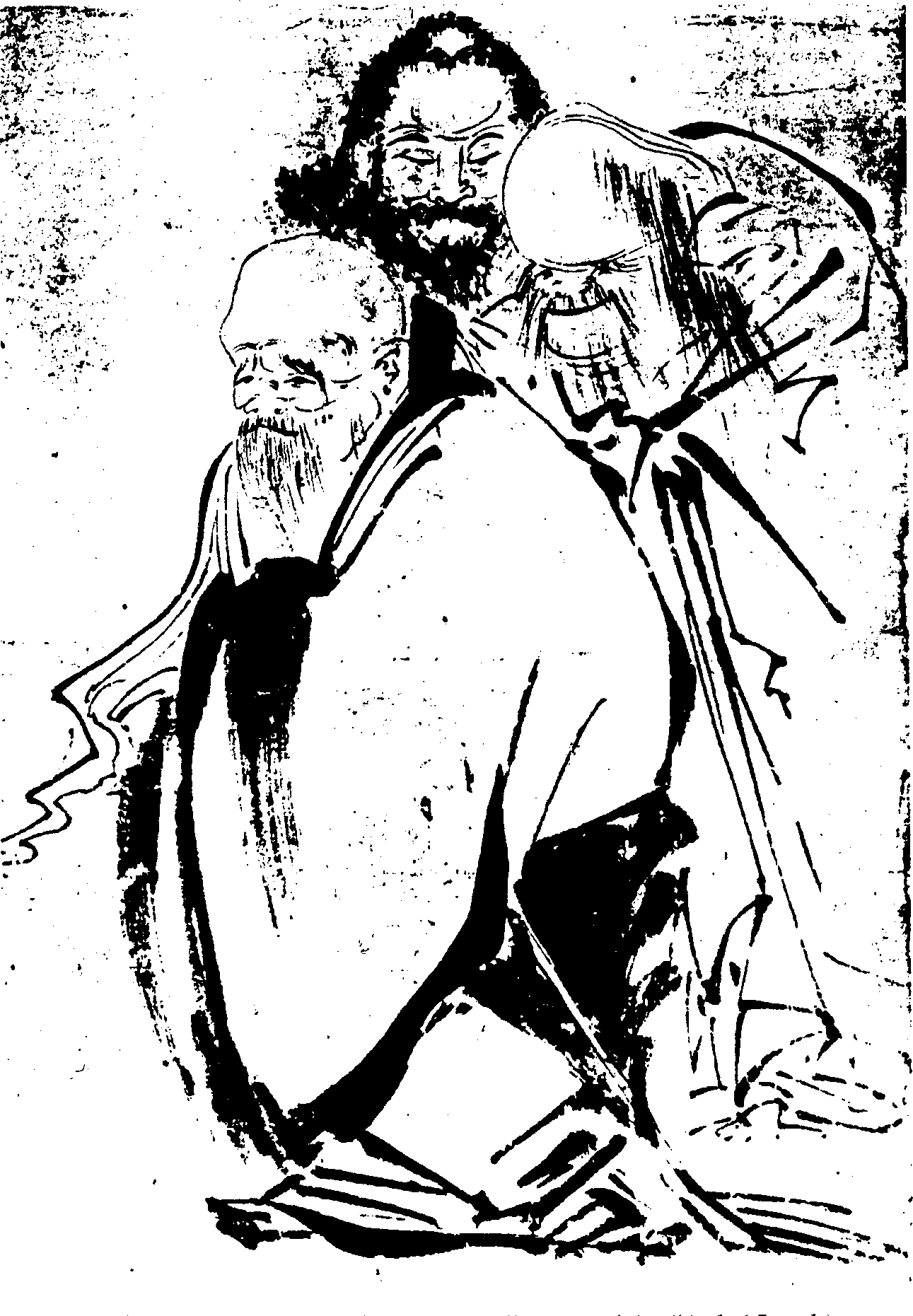
Lao-Tse, Buda y Confucio, símbolos de las Tres enseñanzas.

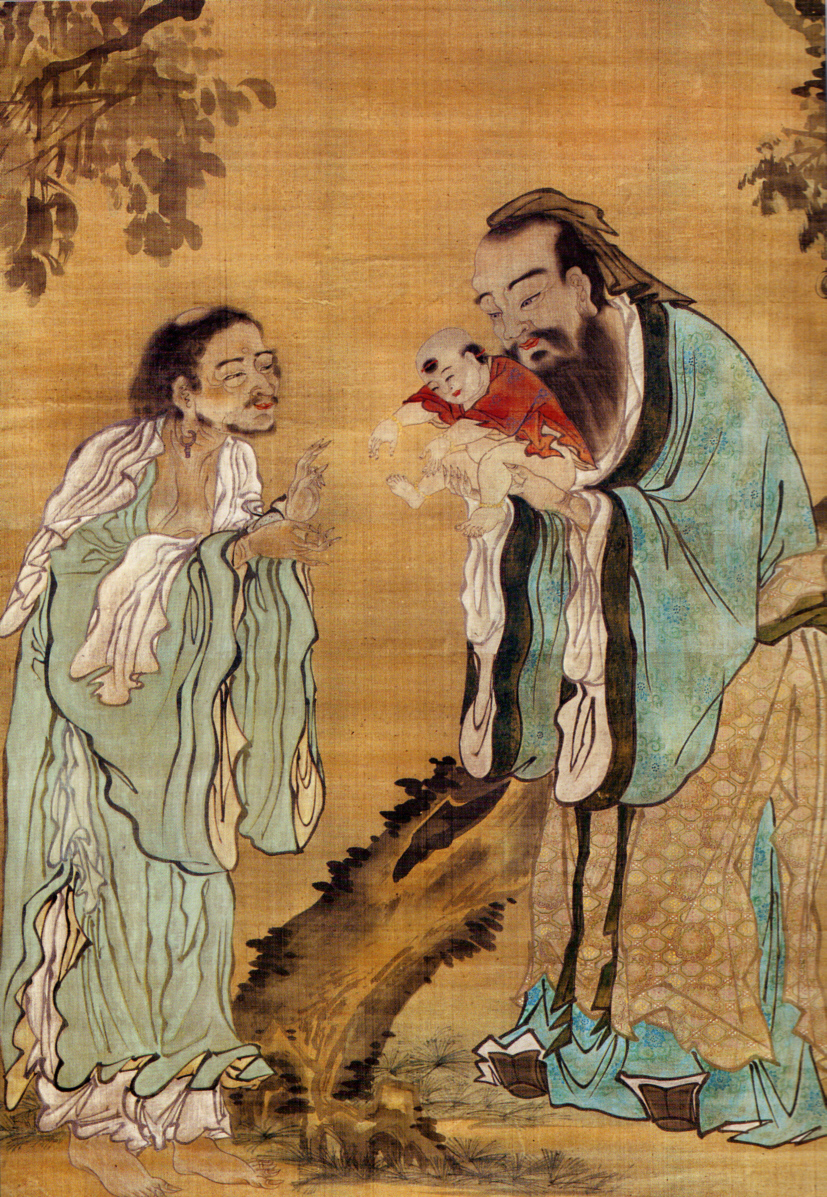
Confucio presentando al joven Buda a Lao-Tse.

Tres enseñanzas, Tam Giáo o Sanjiao, y a veces, tres doctrinas o tres religiones, en filosofía china, (en chino 敎|敎, sānjiào; en japonés sankyō) se refiere a las tres principales enseñanzas religiosas chinas, es decir, el confucianismo, el taoísmo y el budismo en cuanto se consideran un agregado armonioso.
De esta manera, un funcionario chino es confuciano de forma natural en su trabajo. Cuando necesita cuidados para su salud, es taoísta y cuando muere un miembro de su familia, consulta a un monje budista porque los budistas tienen un mayor contacto con el más allá. Esta actitud se refleja en las palabras de un emperador chino de la dinastía Ming: "Las tres enseñanzas son una." (三教一。 Sānjiào yī.). Esto debe entenderse, teniendo en cuenta que en el periodo Ming estas tres enseñanzas deben ser organizadas como aprendizajes ortodoxos con el emperador en la cima, y que otros grupos deben ser estigmatizados como heterodoxos y peligrosos.
Por otra parte, las tres enseñanzas se influencian, fertilizan y se complementan entre sí. Así el Budismo Chan proviene de la confrontación del taoísmo y el budismo. Las especulaciones religiosas del neoconfucionismo toman ideas del budismo y el taoísmo. Incluso, el taoísmo ha desarrollado una escuela cuyo propósito es unir a las tres doctrinas: el "Camino de la Perfecta Integridad", Quanzhen Dao.
Algunas de las primeras referencias literarias a la idea de las "Tres Enseñanzas" se remontan al siglo VI por destacados estudiosos chinos de la época. El término también puede referirse a una filosofía no religiosa basada en esa agregación.

## Tres enseñanzas armoniosas como una
La frase también aparece como las tres enseñanzas armoniosas como una (en chino: 三 教 合一). 
También puede referirse a una secta sincrética fundada durante la dinastía Ming por Lin Zhaoen. En esa secta, denominada religión Sanyi, las creencias confucionistas, budistas y taoístas se combinaron sobre la base de su utilidad en un denominado "auto-cultivo".
Alternativamente, en el entendimiento común, las tres enseñanzas armoniosas como una reflejan simplemente la larga historia, la influencia mutua y (a veces) las enseñanzas complementarias de los tres sistemas de creencias, con poca relación con la secta de Lin Zhaoen.